# Alter Teichweg (métro de Hambourg)
Alter Teichweg (en allemand : U-Bahnhof Alter Teichweg) est une station de la ligne U1 du métro de Hambourg. Elle se situe dans le quartier de Dulsberg, dans l'arrondissement du Nord.

## Situation sur le réseau

Plans des lignes
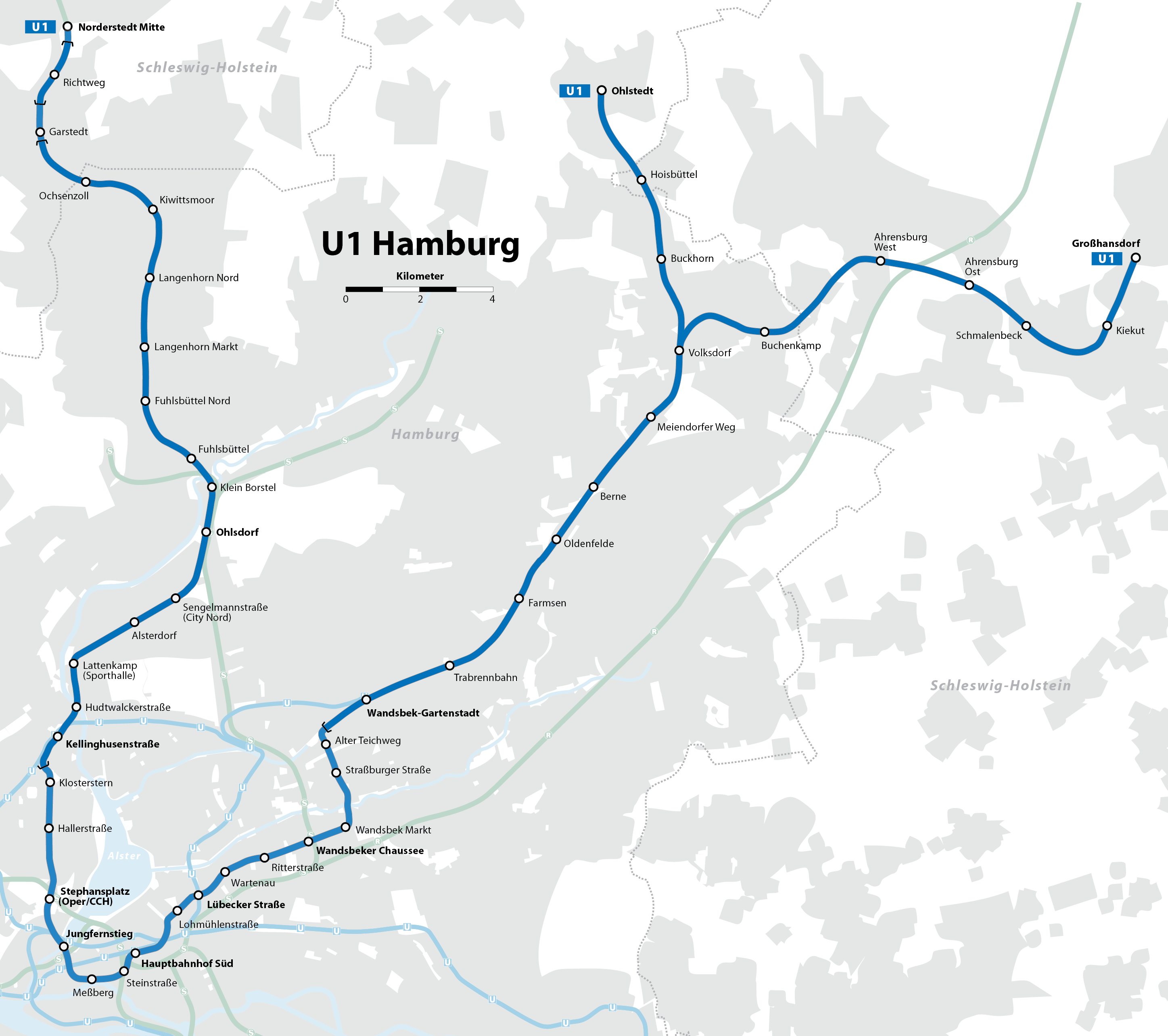
Ligne U1.

## Services aux voyageurs

### Accès et accueil
La station de métro est accessible sans obstacle depuis le 21 octobre 2019.